# Kazimierz Widlica Domaszewski (zm. 1708)
Kazimierz Widlica Domaszewski herbu Nieczuja (zm. w 1708 roku) – miecznik łukowski w latach 1681-1708, podstarości chęciński.
Był elektorem Augusta II Mocnego z województwa lubelskiego w 1697 roku.